# Teodora Kantakuzen
Teodora Kantakuzen (ur. ok. 1382 w Konstantynopolu, zm. 12 listopada 1426) – cesarzowa Trapezuntu, żona Aleksego IV Komnena. 

## Życiorys
Prawdopodobnie była córką Teodora Paleologa Kantakuzena, wuja cesarza Manuela II Paleologa. W 1395 poślubiła Aleksego IV Komnena. Z tego związku urodziło się co najmniej pięcioro dzieci:
- Jan IV Wielki Komnen
- Maria z Trapezuntu, żona Jana VIII Paleologa
- Aleksander Wielki Komnen
- Dawid II Wielki Komnen
- córka, była żoną Dżahanszaha władcy (1438 – 1467) Kara Kojunlu